# 名古屋市電行幸線
行幸線（ぎょうこうせん）は、かつて愛知県名古屋市に存在した名古屋市電の路線（路面電車）の一つである。同市西区の明道町停留場と、中区の名古屋城停留場を結んだ。
名古屋市電の前身名古屋電気鉄道により1913年（大正2年）に開業。1922年（大正11年）に市営化され、名古屋市電気局（1945年に交通局に改称）の運営となった。廃止は1971年（昭和46年）。路線名は時期によって御幸線（みゆきせん）とも称する。

## 路線概況
全長1.033キロメートル。全線が複線かつ併用軌道で、外堀通（愛知県道200号名古屋甚目寺線および名古屋市道外堀町通）上を走行した。
起点の明道町停留場は外堀通と名古屋市道江川線が交差する明道町交差点に設置されていた。ここは市電明道町線との接続地点で、外堀通を菊井町から東進してきた明道町線より引き継いで、行幸線は外堀通を東へ向った。また明道町には市電上江川線が市道江川線上を南北方向に通っており、同線との平面交差があった。
景雲橋で堀川を渡ると、その先に橋の名をつけた景雲橋停留場があった。中間にある唯一の停留場である。この付近から外堀通の北側に並行する名古屋城の空堀の中に、1976年（昭和51年）まで名古屋鉄道（名鉄）瀬戸線が通っていた。景雲橋停留場の北側には、この瀬戸線の起点堀川駅が設置されていた。景雲橋を過ぎると急勾配区間があり、最大40パーミルの勾配で熱田台地を登った。
終点名古屋城停留場は外堀通と本町通の交差点にあり、外堀通上を引き続き東進する市電東片端線に接続した。停留場名にある名古屋城は北方にあり、停留場から城の正門までは徒歩10分程度であったが、市電では名古屋城最寄の停留場であった。停留場の北側には瀬戸線の本町駅が設置されていた。

## 歴史

### 開業
行幸線（御幸線）沿線のうち堀川以東、名古屋城外堀南沿いの南外堀町（現・丸の内）は江戸時代には武家屋敷や役所が並んでいた地域で、さらにその南の京町通以南の地域（「碁盤割」の範囲）は名古屋城下中心地の町人町として栄えた土地にあたる。「碁盤割」の地の中心を南北に通ったのが本町通で、本町通を北へ抜けた場所にあったのが名古屋城の本町御門である。また本町御門の西、御園町筋（御園通）の北側には御園御門があった。堀川の西側、明道町周辺も江戸期には武家屋敷や町屋が並んでいた。
これらの町を含む城下町北部の地域は、明治時代になっても道路の改良がなされず、交通が不便なままであった。明治末期になると名古屋市により5本の幹線道路整備を整備する計画がまとめられ、1913年（大正2年）に愛知県より道路改修の許可が下りる。この道路整備計画には江川線や江川線から東へ平田町まで伸びる南外堀線が含まれたが、そのうち江川線志摩町から南外堀線御園門へ至る区間については、名古屋駅と名古屋離宮（名古屋城本丸のこと）を結ぶ行幸啓道路にあたることから、幅員を予定の8間ではなく10間（18.2メートル）へと拡張することとなった。1913年（大正2年）3月ごろ、行幸啓道路は竣工した。
道路整備の一方、路面電車整備は1898年（明治31年）より名古屋電気鉄道によって始められた。第1号の路線栄町線は広小路通（「碁盤割」の南端）に敷かれた。以後同社によって路線の延伸が続けられ、中でも栄町線の北側にあたる地域では大正時代に入ると路線建設が進行、1913年からの2年間で5つの路線が相次いで開業した。まず開通したのが、既設押切線志摩町停留場から明道橋停留場（後の明道町）を経て御園御門停留場へ至る区間であり、1913年6月7日付の軌道敷設特許取得を経て、同年11月12日より営業を開始した。この路線は行幸啓道路上に敷設されたことから「御幸線」と命名された。同線のうち志摩町から明道橋（明道町）までは後年上江川線に含まれる区間にあたる（名称や区間の推移は後述の#路線名と区間についてを参照）。行幸啓道路上のためアメリカから輸入された93ポンド（42.2キログラム）のレールが敷設され、電柱にはドイツから輸入された鉄柱が用いられた。
1914年（大正3年）8月20日、御園御門停留場から本町御門停留場（後の名古屋城）まで延伸され路線が全通した。この区間の軌道特許取得は志摩町 - 御園御門間と同日付である。同年11月には本町御門から東へ伸びる東片端線（片端線）が開業している。

### 開業後の動き
1922年（大正11年）8月1日、名古屋電気鉄道市内線を名古屋市が買収・市営化し名古屋市電気局（後の交通局）が引き継いだことで名古屋市電が成立した。これに伴い行幸線は名古屋市電の路線となっている。
市営化後、1922年12月に運転系統の改訂が実施され、行幸線には起点の明道橋から東片端線・葵町線を通り御黒門線門前町（後の大須）へと至る系統が設定された。この系統は、明道町から西へ伸びる明道町線などの開通に伴い1924年（大正13年）3月より名古屋駅前を発着する循環系統となり、以後太平洋戦争後の一時期を除いて1970年（昭和45年）まで運転が続くことになる。
戦後の行幸線は西の明道町線、東の東片端線とともに環状線の北部を構成したほか、名古屋駅前と北区各地（黒川・大曽根・上飯田など）を結ぶ運転系統が多数経由した（#運転系統参照）。
名古屋市電は1950年代末に路線網・輸送人員ともに最盛期を迎えたが、事業の大幅な赤字化や市営バスの急速な拡大、自動車の普及による交通事情の変化など市電を取り巻く環境が変化したことから、市は1965年度（昭和40年度）から段階的な市電の撤去に着手し、1968年（昭和43年）12月には1973年度（昭和48年度）までに市電を全廃すると決定した。最大で5系統あった行幸線を通過する運転系統も段階的に縮小され、末期には名古屋駅前と御成通線上飯田を結ぶ系統のみ残された。そして1971年（昭和46年）2月1日、菊井町 - 上飯田間6.8キロメートルの廃止に伴い行幸線も全線廃止となった。

### 路線名と区間について
名古屋市の資料によると、開業当初の1914年末時点では路線名は「御幸線」であり、その区間は志摩町から本町御門までの1.404キロメートル（本町御門から先は「東片端線」）であったが、1916年末時点では志摩町から平田町までの3.291キロメートルをまとめて「東片端線」と称する。さらに1919年末時点では明道橋から平田町までの2.968キロメートルのみを「片端線」と称しており、1922年8月の名古屋市電成立時も同様に明道橋 - 平田町間が「片端線」とされていた。
市営化後、1926年末時点では「片端線」の区間は本町御門 - 平田町間のみとなり、志摩町 - 本町御門間の1.420キロメートルは「行幸線」となっている。1941年度（昭和16年度）の時点でも「行幸線」は志摩町 - 本町御門間を指すが、戦後、1952年（昭和27年）の時点では「上江川線」が志摩町起点になり「行幸線」の区間は明道町から名古屋城（旧本町御門）までの1.066キロメートルに短縮されている。

## 停留場
廃止前の時点で、行幸線には以下の計3停留場が設置されていた。
| 停留場名                 | キロ程 (km) | 所在地               | 位置               |
| ------------------------ | ----------- | -------------------- | ------------------ |
| 明道町（めいどうちょう） | 0.0         | 西区明道町・隅田町   | 明道町交差点付近   |
| 景雲橋（けいうんばし）   | 0.4         | 中区南外堀町1丁目    | 景雲橋東交差点東方 |
| 名古屋城（なごやじょう） | 1.1         | 中区南外堀町6・7丁目 | 本町橋交差点付近   |

### 停留場の変遷
以下の出典はいずれも『日本鉄道旅行地図帳』7号（58頁）である。
- 1913年（大正2年）11月12日 - 御園御門までの開通に伴い明道橋・景雲橋・御園御門の各停留場を新設。
- 1914年（大正3年）8月20日 - 本町御門までの延伸に伴い長島町・本町御門の各停留場を新設。
  - この直後の停留場5か所を起点から並べると以下の通りになる。
明道橋 - 景雲橋 - 御園御門 - 長島町 - 本町御門
- 1918年（大正7年）11月1日 - 御園御門廃止。
- 1928年（昭和3年）1月6日 - 長島町を外堀通四丁目、本町御門を名古屋城に改称。
- 1944年（昭和19年）5月13日 - 外堀通四丁目廃止。
- 1946年（昭和21年）1月8日 - 明道橋を明道町に改称。
- 1971年（昭和46年）2月1日 - 路線廃止に伴い明道町（上江川線側で存続）を除く各停留場を廃止。

### 接続路線
- 明道町停留場：市電明道町線（1923年 - 1971年）・市電上江川線（1913年 - 1971年）
- 景雲橋停留場：名鉄瀬戸線（堀川駅、1913年 - 1971年）
- 名古屋城停留場：市電東片端線（1914年 - 1971年）・名鉄瀬戸線（本町駅、1914年 - 1971年）

## 運転系統

### 1937年時点
1937年（昭和12年）8月時点において行幸線（明道橋 - 名古屋城間）で運行されていた運転系統は以下の通り。〔太字〕で示した範囲は線内を走行する区間を指す。
- 名古屋駅前 - 菊井町 -〔明道橋 - 名古屋城〕- 東片端 - 平田町 - 新栄町 - 鶴舞公園 - 水主町 - 柳橋 - 笹島町 - 名古屋駅前

### 1952年時点
1952年（昭和27年）3月時点において行幸線で運行されていた運転系統は以下の通り。〔太字〕で示した範囲は線内を走行する区間を指す。
- 3号系統：名古屋駅前 - 菊井町 -〔明道町 - 名古屋城〕- 東片端 - 平田町 - 鶴舞公園 - 水主町 - 名古屋駅前
- 12号系統：名古屋駅前 - 菊井町 -〔明道町 - 名古屋城〕- 東片端 - 清水口 - 赤塚 - 大曽根 - 東大曽根
- 13号系統：浄心町 - 菊井町 -〔明道町 - 名古屋城〕- 東片端 - 清水口 - 赤塚 - 大曽根 - 上飯田

### 1961年以降
1961年（昭和36年）4月時点において行幸線で運行されていた運転系統は以下の通り。〔太字〕で示した範囲は線内を走行する区間を指す。
- 3号系統：名古屋駅前 - 菊井町 -〔明道町 - 名古屋城〕- 東片端 - 平田町 - 鶴舞公園 - 水主町 - 名古屋駅前
- 12号系統：名古屋駅前 - 菊井町 -〔明道町 - 名古屋城〕- 東片端 - 清水口 - 赤塚 - 大曽根 - 東大曽根
- 13号系統：浄心町 - 菊井町 -〔明道町 - 名古屋城〕- 東片端 - 平田町 - 赤塚 - 大曽根 - 上飯田
- 18号系統：名古屋駅前 - 菊井町 -〔明道町 - 名古屋城〕- 東片端 - 清水口 - 黒川 - 城北学校前
- 81号系統：名古屋駅前 - 菊井町 -〔明道町 - 名古屋城〕- 東片端 - 平田町 - 赤塚 - 大曽根 - 上飯田

市電路線網の縮小が始まると、上記5系統のうちまず名古屋駅前 - 東大曽根間の12号系統と浄心町 - 上飯田間の13号系統が1965年（昭和40年）10月1日に廃止された。次いで1967年（昭和42年）2月1日に名古屋駅前 - 城北学校前間の18号系統が廃止。1970年代に入ると1970年（昭和45年）4月1日名古屋駅前発着環状系統の3号系統も廃止され、残る名古屋駅前 - 上飯田間の81号系統は廃線により1971年（昭和46年）2月1日に廃止された。

## 利用動向

### 1959年調査
1959年（昭和34年）6月11日木曜日に実施された市電全線の利用動向調査によると、行幸線内3停留場の方向別乗車人員・降車人員ならびに停留場間の通過人員は下表の通りであった。
| 停留場名 | 乗車人員 | 乗車人員 | 乗車人員 | 降車人員 | 降車人員 | 降車人員 | 停留場間通過人員 | 停留場間通過人員 |
| 停留場名 | ▼東行    | ▲西行    | 合計     | ▼東行    | ▲西行    | 合計     | ▼東行            | ▲西行            |
| -------- | -------- | -------- | -------- | -------- | -------- | -------- | ---------------- | ---------------- |
| 明道町   | 2,071    | 終点     | (6,307)  | 起点     | 2,198    | (6,410)  | 13,560           | 13,383           |
| 景雲橋   | 1,261    | 969      | 2,230    | 1,080    | 1,163    | 2,243    | 13,560           | 13,383           |
| 景雲橋   | 1,261    | 969      | 2,230    | 1,080    | 1,163    | 2,243    | 13,741           | 13,577           |
| 名古屋城 | 終点     | 1,474    | (2,490)  | 1,497    | 起点     | (2,634)  | 13,741           | 13,577           |

- 備考
  - 明道町・名古屋城の乗車人員・降車人員合計値は他線区の数値を含む。
  - 明道町をまたいで明道町線（菊井町以遠）と直通する乗客は、東行11,489人・西行11,185人。
  - 名古屋城をまたいで東片端線（大津橋以遠）と直通する乗客は、東行12,244人・西行12,103人。

### 1966年調査
1966年（昭和41年）11月8日火曜日に実施された市電全線の利用動向調査によると、行幸線内3停留場の方向別乗車人員・降車人員ならびに停留場間の通過人員は下表の通りであった。
| 停留場名 | 乗車人員 | 乗車人員 | 乗車人員 | 降車人員 | 降車人員 | 降車人員 | 停留場間通過人員 | 停留場間通過人員 |
| 停留場名 | ▼東行    | ▲西行    | 合計     | ▼東行    | ▲西行    | 合計     | ▼東行            | ▲西行            |
| -------- | -------- | -------- | -------- | -------- | -------- | -------- | ---------------- | ---------------- |
| 明道町   | 1,091    | 終点     | (3,596)  | 起点     | 1,044    | (3,550)  | 8,177            | 8,158            |
| 景雲橋   | 629      | 813      | 1,442    | 1,008    | 625      | 1,663    | 8,177            | 8,158            |
| 景雲橋   | 629      | 813      | 1,442    | 1,008    | 625      | 1,663    | 7,798            | 7,970            |
| 名古屋城 | 終点     | 850      | (1,304)  | 991      | 起点     | (1,587)  | 7,798            | 7,970            |

- 備考
  - 明道町・名古屋城の乗車人員・降車人員合計値は他線区の数値を含む。
  - 明道町をまたいで明道町線（菊井町以遠）と直通する乗客は、東行7,086人・西行7,114人。
  - 名古屋城をまたいで東片端線（大津橋以遠）と直通する乗客は、東行6,807人・西行7,120人。